# Hail Mary Mallon
Hail Mary Mallon ist eine US-amerikanische Hip-Hop-Gruppe bestehend aus Aesop Rock, Rob Sonic und DJ Big Wiz.

## Geschichte
Die drei Musiker standen bis 2010 auf dem Label Definitive Jux unter Vertrag. Durch Gastbeiträge auf den Werken der jeweils anderen entstand Freundschaft zwischen ihnen und der Wunsch, eine Band zu gründen.
Auf dem Labelsampler Definitive Jux Presents 4 des Labels von El-P wurde ihr erster Song D-Up veröffentlicht.
Da sich Definitive Jux 2010 auflöste, erschien ihr Debütalbum Are You Gonna Eat That? digital am 3. Mai 2011 über das Label Rhymesayers Entertainment. Die CD erschien am 7. Juni 2011.

## Namensgebung
Der Name Hail Mary Mallon (engl. für Grüßt Mary Mallon) geht auf die als Typhoid Mary bekannte Irin Mary Mallon zurück. Sie war als Einwanderin in die USA der erste Mensch in den Vereinigten Staaten der, ohne selbst erkrankt zu sein, als Träger von Typhus identifiziert wurde.

## Diskografie
Alben
- 2011: Are You Gonna Eat That?
- 2014: Bestiary

Singles
- 2011: Smock
- 2011: Grubstake